# Gemeinderatswahl in St. Pölten 2021
Die Gemeinderatswahl 2021 fand am 24. Jänner 2021 statt und war die 16. reguläre Gemeinderatswahl in St. Pölten nach Kriegsende. Die 46.621 Wahlberechtigten hatten die Wahl aus sechs Parteien. Trotz Verlusten konnte die SPÖ unter Matthias Stadler  die absolute Mehrheit halten.

## Ausgangslage
Zu den Gemeinderatswahlen am 17. April 2016 traten neben den vier im Gemeinderat vertretenen Parteien Sozialdemokratische Partei Österreichs (SPÖ), Österreichische Volkspartei (ÖVP), Die Grünen – Die Grüne Alternative (GRÜNE) und Freiheitliche Partei Österreichs (FPÖ) drei weitere Listen an. Diese waren die NEOS – Das Neue Österreich (NEOS), die Bürgerliste Überparteiliches St. Pölten (BLÜH) sowie dieKühnen.jetzt (jetzt).
Die SPÖ konnte mit Gewinnen die absolute Mehrheit halten. Während die ÖVP stark verlor, konnte die FPÖ deutlich zulegen. Die Grünen mussten starke Verluste in Kauf nehmen, die anderen drei Listen und Parteien scheiterten an einem Einzug in den Gemeinderat.
Bei der konstituierenden Gemeinderatssitzung am 12. Mai 2016 wurde Matthias Stadler erneut zum Bürgermeister gewählt, Vizebürgermeister wurden Franz Gunacker (SPÖ) und Matthias Adl (ÖVP). In den Stadtsenat wurden acht Mitglieder der SPÖ, drei der ÖVP und zwei der FPÖ gewählt.

## Wahlverlauf

### Wahltermin
Mitte Oktober 2020 gab Bürgermeister Stadler bekannt, dass die Wahl am 24. Jänner 2021 stattfinden werde. Begründet wurde die Terminwahl damit, dass angesichts der Corona-Krise den Wahlkampf kurz gehalten werden solle, um bald wieder den Schwerpunkt auf ein gemeinsames Arbeiten für die Bevölkerung legen zu können. Die weiteren im Gemeinderat vertretenen Parteien ÖVP, FPÖ und Grüne stuften den Termin als sehr früh ein, gaben aber jeweils an für einen Urnengang gerüstet zu sein.

### Wahlmöglichkeiten
Es wurden 12.598 Wahlkarten, entsprechend 27 % der Wahlberechtigte, ausgestellt. 6.161 oder 48,9 % der Wahlkarten wurden mit der Post zugestellt, 6.437 Wahlkarten oder 51,1 % wurden persönlich beim Wahlkartenbüro vor dem Rathaus beantragt. Aufgrund der Corona-Pandemie war es ab 4. Jänner möglich hier persönlich eine Wahlkarte zu beantragen und im Anschluss gleich vor Ort die Briefwahl durchzuführen. Ab diesem Zeitpunkt war auch die Briefwahl per Post möglich. 2016 betrug die Anzahl der ausgestellten Wahlkarten mit 4.198 nur rund ein Drittel im Vergleich zur aktuellen Wahl. Am Wahltag selbst konnte die Wahl in 72 Wahllokalen sowie falls deren Nutzung nicht möglich war mit Wahlkarte bei fliegenden Wahlkommissionen erfolgen. In den Wahllokalen waren entsprechende Hygienemaßnahmen vorgesehen.

### Wahlwerbende Parteien
Zu den Gemeinderatswahlen traten neben den vier im Gemeinderat vertretenen Parteien Sozialdemokratische Partei Österreichs (SPÖ), Österreichische Volkspartei (ÖVP), Freiheitliche Partei Österreichs (FPÖ) und Die Grünen – Die Grüne Alternative (GRÜNE) zwei weitere Parteien an. Diese waren erneut die NEOS – Das Neue Österreich (NEOS) sowie neu die Kommunistische Partei Österreichsplus (KPÖ).
Die Bürgerliste Überparteiliches St. Pölten (BLÜH) sowie dieKühnen.jetzt (jetzt) traten nicht mehr an.

#### Bürgermeister Matthias Stadler – SPÖ (SPÖ)

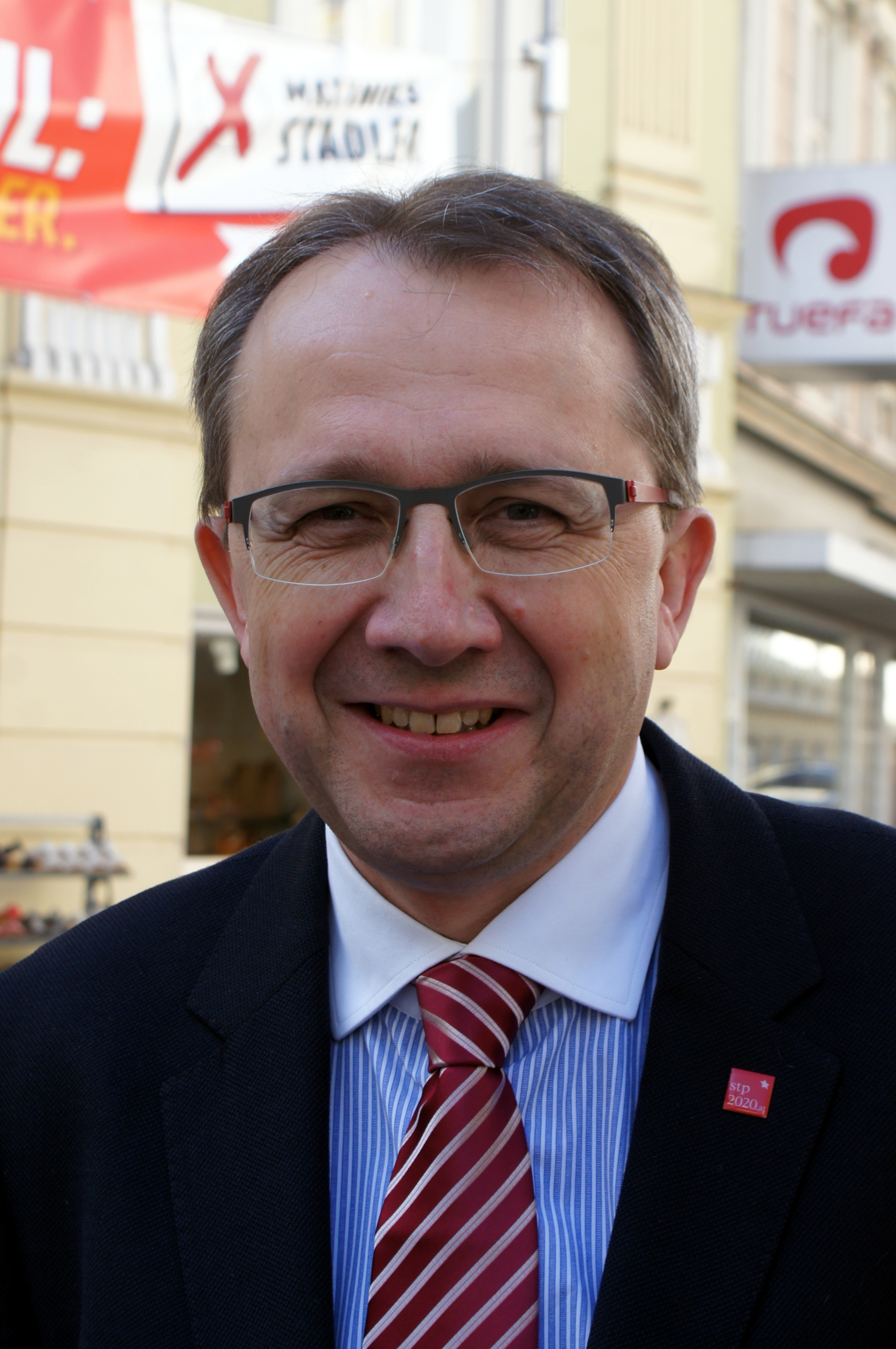
Matthias Stadler (SPÖ)

Zum vierten Mal trat Matthias Stadler, Bürgermeister seit 2004,  als Spitzenkandidat der SPÖ Liste an. Auf ihn folgte mit der türkischstämmigen Gastro-Unternehmerin Yeliz Zwinz eine Quereinsteigerin. Auf dem dritten Listenplatz kandidierte Harald Ludwig, seit Februar 2020 in der Nachfolge von Franz Gunacker Vizebürgermeister.
Auf dem wählbaren Listenplatz 21 befand sich Markus Hippmann der im Oktober 2020 von den Grünen zur SPÖ wechselte. Mit dieser Kandidatur sollte auch das setzen von Akzente bei Energieautarkie und im Klimaschutz betont werden.
Die Kandidatenliste umfasste 84 Personen die ein Durchschnittsalter von 42,5 Jahren hatten, von denen 52 % Frauen waren und die gesamte Breite der Bevölkerung repräsentieren soltenn.
Die Wahlwerbung setzte, wie schon aus der Listenbezeichnung ersichtlich, auf den Amtsbonus des Listenersten sowie der Fortführung einer als erfolgreich vermittelten Politik die kontrolliertes Bevölkerungswachstum, Entwicklung des öffentlichen Verkehrs, Projekte wie Sturm 19 Park, Projekt „Südsee“ oder Kinder-Kunst-Labor mit Altoona-Park unter Betonung der Einbindung der Bevölkerung und Bewahrung des Grünraums umfasste. Das Wachstum der Stadt sei qualitativ und verkraftbar, die Baustellen böten dringend benötigte Arbeitsplätze. Die Sozialdemokratie stünde für Stabilität, Verlässlichkeit und Krisenfestheit. Mit dem 90-Punkte-Programm zur Wahl, Stadtentwicklungs-, Verkehrs- und Grünraumkonzept, Kulturstrategie 2030 und dem Masterplan 2050 stünden umfassende Zukunftsplanungen zur Verfügung.
Wahlslogans waren „Matthias Stadler 3100 %“ sowie „Die Stadt, die nicht mehr schläft.“.
Wahlziel war es die absolute Mehrheit zu erhalten.

#### Volkspartei St. Pölten – Team Adl (VP)

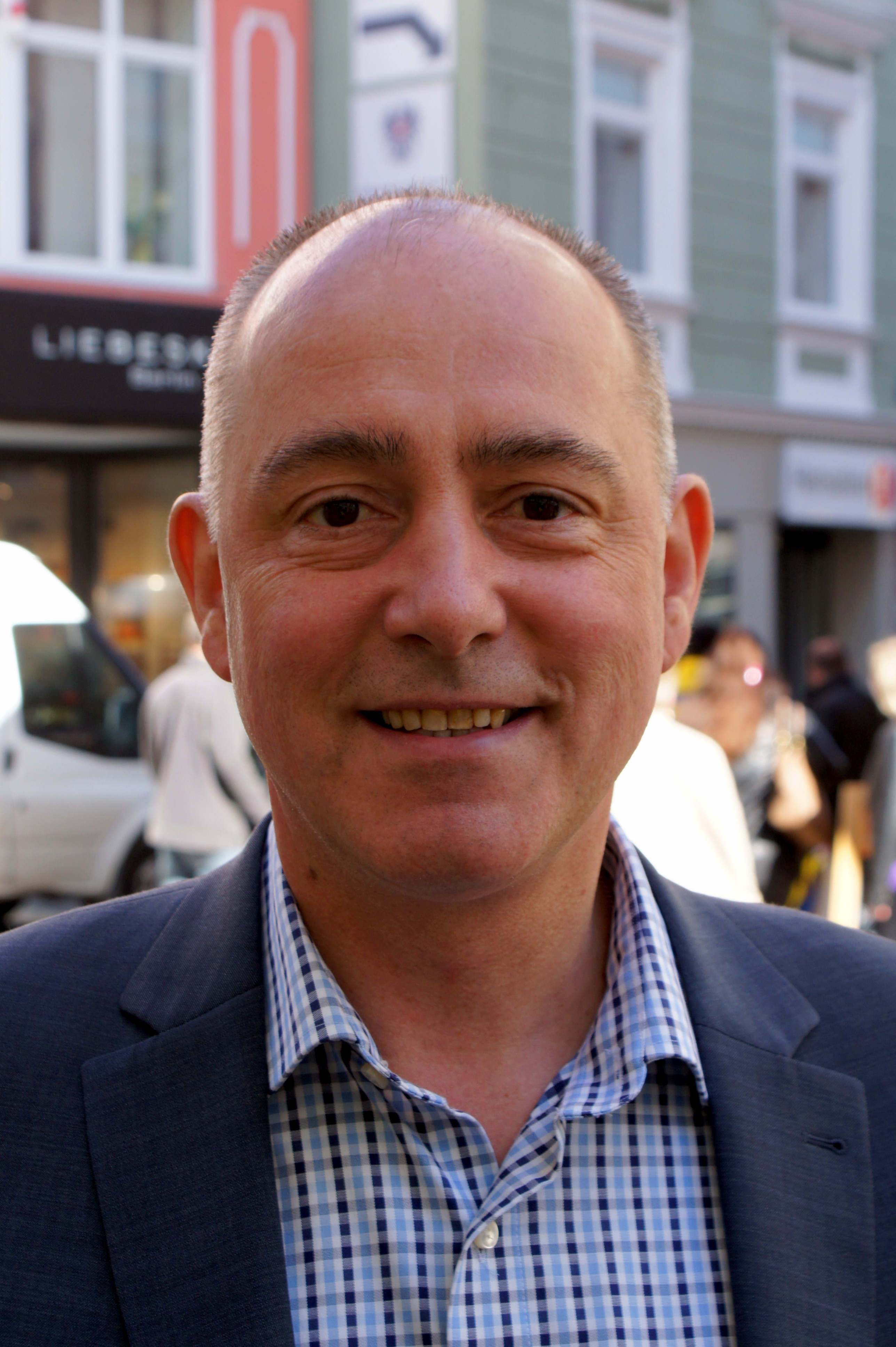
Matthias Adl (ÖVP)

Matthias Adl, Vizebürgermeister seit 2012, führte die ÖVP-Liste an auf welcher ihm die Neueinsteigerin Romy Windl, Tochter von Fußballtrainer Frenkie Schinkels und Mitarbeiterin beim NÖAAB folgte. An dritter Stelle stand Mario Burger, Obmann der Wirtschaftskammer-Bezirksstelle und Betreiber eines Sachverständigenbüros.
Die 84 Kandidaten hatten einen Altersdurchschnitt von 44 Jahren und wiesen einen Frauenanteil von 37 % auf.
Wahlthemen waren ein als überbordend gesehenes Wachstum der Stadt mit daraus folgenden Infrastruktur-  und Sicherheitsproblemen, eine als mangelhaft empfundene Zusammenarbeit in der Stadtpolitik, ein Ausbau des LUP-Stadtbusses mit billigem Jahresticket sowie eine verbesserte langfristige Planung. Es sei ein gesundes Wachstum nötig, kein wuchern. In Zusammenarbeit mit der Fachhochschule solle ein Technologie- und Wirtschaftspark entstehen. Als Unterstützung für Betriebe wurde vorgeschlagen die Kommunalsteuer für Lehrlinge als Förderung an diese zurückgezahlt werden. Zur Lösung der Verkehrsprobleme wurde die Einführung eines digitalen Verkehrsleitsystems mit intelligenten Ampelschaltungen vorgeschlagen.
Wahlslogans waren „Viele statt einer“ und „St. Pölten statt St. Beton.“
Als Wahlziel wurden Stimmgewinne angestrebt, eine echte Chance die Dominanz der SPÖ zu brechen aber eher nicht gesehen.

#### Freiheitliche Partei Österreichs (FPÖ)

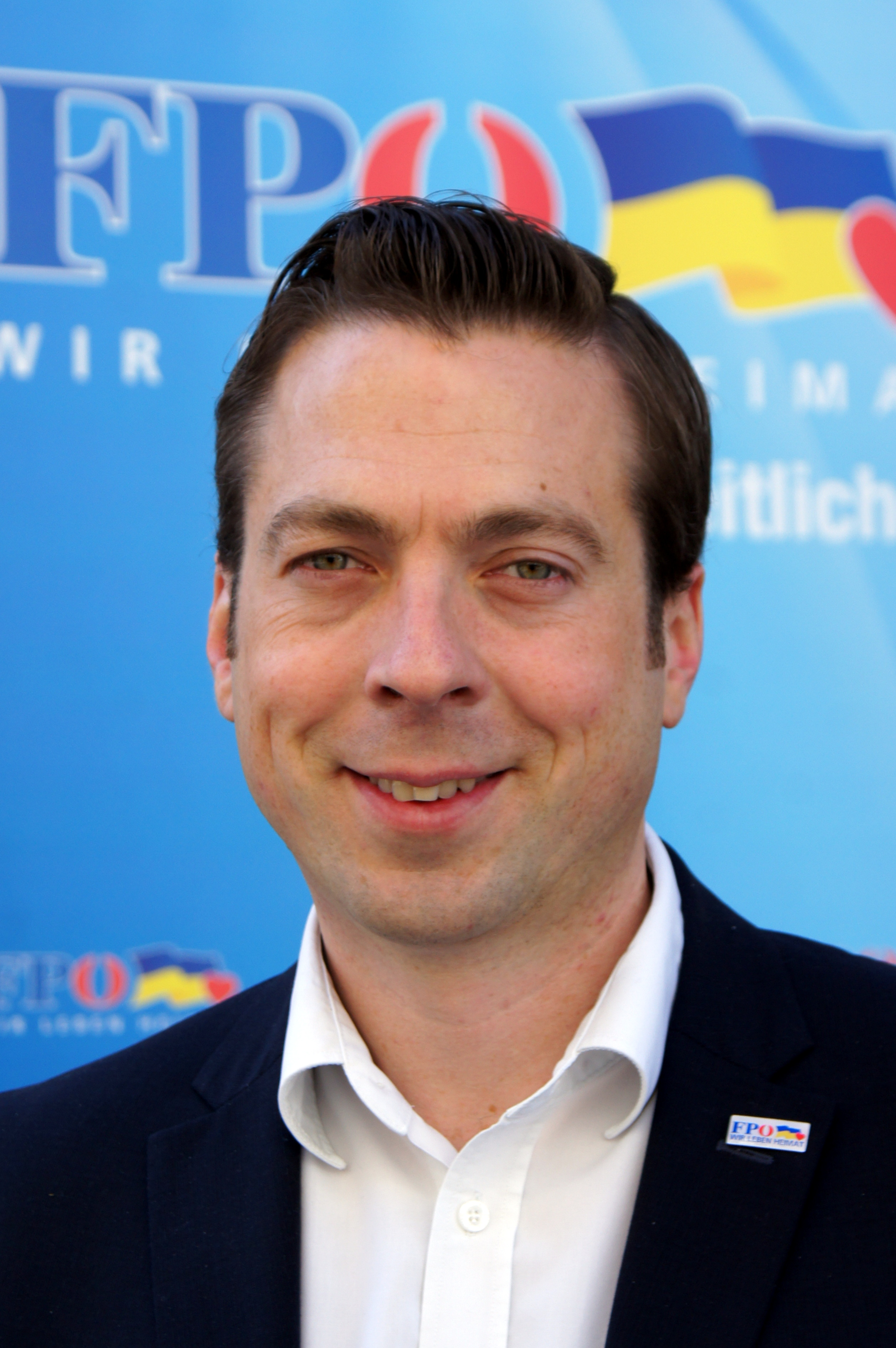
Klaus Otzelberger (FPÖ)

Spitzenkandidat der FPÖ war wie 2016 Stadtrat Klaus Otzelberger gefolgt von Stadtrat Martin Antauer. Die kürzlich zugezogene Landtagsabgeordnete Vesna Schuster kandidierte unterstützend auf dem 34. und letztem Listenplatz.
Sicherheit unter Betonung von Gefährdungen, die durch Migration und politischen Islam sowie Kriminalitätsanstieg entstünden, war ein zentraler Wahlkampfpunkt, wobei auch die Aufstellung einer Stadtwache angedacht wurde. Eine zu Hohe Belastung durch Mindestsicherungszahlungen für „Wirtschaftsflüchtlinge“ wurde beklagt. Diese sollte soweit möglich durch Sachleistungen ersetzt werden. Es wurde leistbares Wohnen sowie die Auszahlung eines Corona-1.000ers an jeden erwachsenen St. Pöltner in Form eines Gutscheines für Einkäufe bei heimischen Betrieben gefordert. Dafür sollten Projekte zurückgestellt werden. Die Schaffung von mehr Parkplätzen in der Innenstadt mit einem Konzept für den Domplatz wurde angestrebt.
Wahslogans waren „Sicherheit für unsere Leut'!“ und „Stopp Kriminalität & Gewalt“.
Wahlziel war es die Verluste nach dem Ibiza-Skandal in Grenzen zu halten.

#### Die Grünen (Grüne)
Die Grünen traten mit der Sozialarbeiterin Christina Engel-Unterberger als Listenerste gefolgt vom Paul Purgina, Politikwissenschaftler und Unternehmer, mit einer 43 Kandidaten umfassenden Liste zur Wahl an.
Nachdem der bisherige Gemeindevertreter Markus Hippmann im März 2020 bei den Grünen ausstieg und zur Wahl bei der SPÖ kandidierte, erfolgte eine Neuaufstellung der Stadtpartei.
Erreichen wollten die Grünen in den nächsten zehn Jahren eine systematische Transformation hin zu einer nachhaltigen Stadt mit Schwerpunkten bei qualitätsvollem Wohnbau und öffentlichem Verkehr, sodass man bis 2030 alle Wege ohne Auto zurücklegen kann, sowie mehr Transparenz und Bürgerbeteiligung. Klimaschutz, die Verhinderung großer Bauprojekte wie der Bau der Traisental-Schnellstraße S 34 und des Wohnbaues auf den WWE-Gründen sowie die Förderung des Radverkehrs wurden angestrebt. Die Vermarktung regionaler Produkte, etwa auf einem autofrei gestaltetem Domplatz, sollte gestärkt werden.
Wahlslogans waren „Wo ein Wille, da ein Radweg.“ und „St. Pölten nachhaltig gestalten.“.
Wahlziel war es mit drei Mandaten im Gemeinderat vertreten zu sein.

#### NEOS – Das Neue Österreich (NEOS)
Nachdem 2016 beim ersten Versuch der Einzug in den Gemeinderat nicht gelungen war, trat 2021 ein Team von acht Kandidierenden um Niko Formanek, Comedian von Beruf und schon im LIF politisch aktiv, zur Wahl an.
Mit guten Ideen zu Zukunftschancen für Kinder und deren Versorgung mit Betreuungsplätzen sowie Kassenärzten, ein modernes Betriebsansiedlungskonzept und Transparenz für den Gestaltungsbeirat, die städtischen Finanzen und die Vergabe von Gemeindewohnungen wollten die NEOs ihren Politikbeitrag leisten. Bürgerbeteiligung und langfristige Konzepte für Bauprojekte, Stadtentwicklung, Sicherheitsstrategie und Verkehrsentwicklung wurden gefordert. Auf nichtamtliche Stimmzettel sollte künftig verzichtet werden.
Wahlslogans waren „Mehr Transparenz für unsere Bürger_innen.“ und „St. Pölten kann mehr“.
Wahlziel war es mit einem angriffigen Wahlkampf erstmals den Einzug in den Gemeindetrat zu erreichen.

#### KPÖplus - Kommunistische Partei Österreichs (KPÖ)
Vor zwanzig Jahren bei der Gemeinderatswahl 2001 trat die KPÖ zuletzt an, im Gemeinderat war sie letztmals nach der Wahl 1982 vertreten.
Mit dem Studenten Samuel Seitz trat für sie der jüngste Listenerste auf der mit vier ausschließlich männlichen Kandidaten kleinsten Liste an.
Wahlforderungen waren leistbares Wohnen mit der Errichtung von Gemeindebauten, der Einführung einer Leerstandsabgabe sowie eine Energiegrundsicherung. Weiter die Einführung einens Aktivpasses zur kostenlosen Nutzung städtischer Leistungen für Einwohner von St. Pölten mit geringem Einkommen sowie ein Ausbau des öffentlichen Verkehrs.
Wahlslogans waren etwa „Sozialpolitik = die halbe Miete“. Betont wurde auch das Antreten als auch für Nichtparteimitglieder offene Liste.
Wahlziel war das einziehen in den Gemeinderat.

### Umfrage
Am 12. Jänner 2021 veröffentlichten die NÖN eine erste Umfrage von Public Opinion Strategies. Für diese wurden 500 Wahlberechtigte zwischen 4. und 8. Jänner telefonisch befragt. Für SPÖ und ÖVP ergaben sich unter Berücksichtigung der Schwankungsbreite ähnliche Wähleranteile wie 2016. Die FPÖ verlor als einzige Partei an Wählerzuspruch. Die Grünen hingegen legten klar an Stimmenanteil zu und hatten Aussicht auf bis zu drei Mandate. Für NEOS erschien mit ebenfalls prognostizierten Zugewinnen ein Einzug in den Gemeinderat als möglich während dieser für die KPÖ eher unwahrscheinlich galt.
Bei einer fiktiven Bürgermeisterdirektwahl hätte Amtsinhaber Stadler diese klar mit 60 % für sich entscheiden. Alle übrigen Spitzenkandidaten blieben unter zehn Prozent.
Hochgerechnet waren 67 % der Bevölkerung der Ansicht, dass sich St. Pölten in die richtige Richtung entwickelt. Ein hoher die Mehrheitspartei SPÖ begünstigender Wert.
Bei den abgefragten Wahlthemen gaben jeweils 57 % voll oder eher an, es gäbe zu wenig Parkplätze in der Innenstadt. Ebensoviele bejahten, dass definitiv mehr Radwege gebraucht würden. Für ein leistungsfähiges Schnellbahnsystem in St. Pölten und seinem Umland sprachen sich nur 45 % aus während 55 % es eher oder gar nicht befürworteten. Von den Eltern mit Kindern unter 14 Jahren unter den Befragten gaben 57 % an es fehle an Kinderbetrauungsplätzen für Kinder unter 3 Jahren. 29 % machten dazu keine Angabe.
| Umfrage                                            | SPÖ         | ÖVP         | FPÖ         | Grüne      | NEOS       | KPÖ        |
| -------------------------------------------------- | ----------- | ----------- | ----------- | ---------- | ---------- | ---------- |
| Gemeinderatswahl 2016                              | 59 %        | 20 %        | 15 %        | 3 %        | 2 %        | –          |
| Public Opinion Strategies / NÖN, 4.–8. Jänner 2021 | 57 % (±4 %) | 21 % (±4 %) | 11 % (±3 %) | 7 % (±2 %) | 3 % (±1 %) | 1 % (±1 %) |

## Wahlergebnis
Bei der Wahl am 24. Jänner 2021 konnte die SPÖ trotz Verlusten klar, aber mit einem Mandat weniger, ihre absolute Mehrheit halten. Die ÖVP legte leicht zu und erzielte ein Mandat mehr. Wahlverlierer war die FPÖ die mit drei Mandaten halb soviele wie zuletzt erzielte. Am erfolgreichsten waren die Grünen die mit ihrem bisher besten Wahlergebnis von einem auf drei Mandate zulegten. Beim zweiten Versuch erreichten die NEOS den Einzug in den Gemeinderat. Nicht dazu reichte es für die KPÖ. Für den künftigen Stadtsenat ergab sich eine Verteilung von unverändert 8 SPÖ- und 3 ÖVP-Sitzen während die FPÖ einen ihrer zwei Sitze an die Grünen abgeben musste. Stark gesunken ist die Wahlbeteiligung von 63,6 % auf 56 %. Die meisten Vorzugsstimmen erhielt Matthias Stadler (SPÖ) mit 1.999, danach folgte Ali Firat (SPÖ) mit 595 Stimmen und Klaus Otzelberger (FPÖ) mit 453 Stimmen. Es sind dies dieselben Kandidaten wie bei der Wahl 2016.
|                    | Ergebnisse 2021  | Ergebnisse 2021  | Ergebnisse 2021  | Ergebnisse 2016  | Ergebnisse 2016  | Ergebnisse 2016  | Differenzen      | Differenzen      | Differenzen      |
| ------------------ | ---------------- | ---------------- | ---------------- | ---------------- | ---------------- | ---------------- | ---------------- | ---------------- | ---------------- |
| Stimmen            | %                | Mand.            | Stimmen          | %                | Mand.            | Stimmen          | %                | Mand.            |                  |
| Wahlberechtigte    | 46.621           |                  |                  | 45.545           |                  |                  | +1.076           |                  |                  |
| Abgegebene Stimmen | 26.088           | 56,0 %           |                  | 28.974           | 63,6 %           |                  | - 2.886          | - 7,6 %          |                  |
| ungültige Stimmen  | 294              | 1,1 %            |                  | 365              | 1,3 %            |                  | - 71             | - 0,2 %          |                  |
| gültige Stimmen    | 25.794           | 98,9 %           |                  | 28.609           | 98,7 %           |                  | - 2.815          | + 0,2 %          |                  |
| Partei             |                  |                  |                  |                  |                  |                  |                  |                  |                  |
| SPÖ                | 14.451           | 56,0 %           | 25               | 16.880           | 59,0 %           | 26               | - 2.429          | - 3,0 %          | - 1              |
| ÖVP                | 5.866            | 22,7 %           | 10               | 5.798            | 20,3 %           | 9                | + 68             | + 2,4 %          | + 1              |
| FPÖ                | 2.300            | 8,9 %            | 3                | 4.205            | 14,7 %           | 6                | - 1.905          | - 5,8 %          | - 3              |
| Grüne              | 2.067            | 8,0 %            | 3                | 785              | 2,7 %            | 1                | + 1.282          | 5,3 %            | + 2              |
| NEOS               | 823              | 3,2 %            | 1                | 448              | 1,6 %            | 0                | + 375            | + 1,6 %          | + 1              |
| KPÖplus            | 287              | 1,12 %           | 0                | nicht kandidiert | nicht kandidiert | nicht kandidiert | nicht kandidiert | nicht kandidiert | nicht kandidiert |
| BLÜH               | nicht kandidiert | nicht kandidiert | nicht kandidiert | 137              | 0,5 %            | 0                | nicht kandidiert | nicht kandidiert | nicht kandidiert |
| jetzt              | nicht kandidiert | nicht kandidiert | nicht kandidiert | 356              | 1,2 %            | 0                | nicht kandidiert | nicht kandidiert | nicht kandidiert |
| Gesamt             | 25.795           | 100,0 %          | 42               | 28.609           | 100,0 %          | 42               | ± 0              | ± 0              | ± 0              |

## Auswirkungen
Bei der konstituierenden Gemeinderatssitzung am 22. Februar 2021 wurden Matthias Stadler als Bürgermeister sowie Harald Ludwig (SPÖ) und Matthias Adl (ÖVP) als Vizebürgermeister wiedergewählt. In den Stadtsenat wurden acht Mitglieder der SPÖ, drei der ÖVP und je eines der FPÖ und der Grünen gewählt. Da die Ausschüsse nur noch aus neun statt zehn Mitglieder bestehen, sind die Grünen nicht in ihnen vertreten. Die Grünen kritisierten dies als Ausschluss trotz Wahlgewinn. Die FPÖ stellt den Vorsitzenden im Kontrollausschuss.